# Marianella García Villas
Marianella García Villas (7 d'agost de 1948 - 13 de març de 1983) va ser una advocada salvadorenya que va servir a l'⁣Assemblea Legislativa d'El Salvador des de 1974 fins a 1976 abans de renunciar al seu càrrec per fundar la primera comissió independent de drets humans del país. Després que un cop d'estat de 1979 va portar a la instal·lació d'una junta militar, va començar a documentar els abusos dels drets humans al país, ajudant les famílies a denunciar desaparicions i empresonaments. Sota amenaça personal i amb l'escalada de les violacions de drets, García va portar la seva documentació a la Comissió de Drets Humans de les Nacions Unides, obtenint reconeixement internacional de la situació dins del país. Va ser assassinada per les Forces Armades de Salvador l'any 1983 i va ser guardonada pòstumament amb el Premi Bruno Kreisky de Serveis als Drets Humans.

## Primers anys de vida
Marianella García Villas va néixer el 7 d'agost de 1948 The article in the Italian journal Se Vuoi shows the date as 7 May 1944. a San Salvador (El Salvador) en una família benestant. Va ser enviada a Barcelona per completar els seus estudis primaris i secundaris i després va tornar a El Salvador i es va matricular a la Universitat d'El Salvador per estudiar dret. Mentre estava a la universitat, es va involucrar en l'organització juvenil catòlica de la universitat. She completed her studies, graduating with a degree in law in 1969.

## Carrera
El 1974, García va ser elegida diputada al Parlament com a representant del Partit Demòcrata Cristià (CDP), l'única dona que van servir a l'⁣Assemblea Legislativa entre 1974 i 1976. El 1978 va fundar la primera comissió de drets humans al país, (en castellà: Comisión de Derechos Humanos de El Salvador (CDHES)), per documentar les creixents violacions de drets i el nombre de presos polítics detinguts i desapareguts. L'organització era independent del control del govern i García, com a presidenta, compartia el lideratge de l'organització amb Roberto Cuéllar, que operava una associació d'assistència jurídica. Es va convertir en un punt de contacte per a les famílies que buscaven informació sobre els seus familiars. Com que conservava registres detallats dels presoners, treballadors sindicals i membres de l'Església populista que estaven sota vigilància del govern i visitaven les presons per obtenir informació, va poder ajudar les famílies que necessitaven informació.
Tot i les acusacions de "motivació política", García i els seus companys van fer fotografies de les víctimes. La documentació proporcionava tant un registre visual de les atrocitats, però també un arxiu per a les famílies que buscaven familiars. També va compartir informació sobre les violacions en els informes setmanals a l'arquebisbe Óscar Romero, que va denunciar els autors i el terror que s'escampava en sermons setmanals i en el programa de ràdio dirigit pels jesuïtes. El 1980, a causa de diferències ideològiques quan el CDP que donava suport a la junta militar que havia provocat la guerra civil salvadoreña, va dimitir del partit. Gairebé des de l'inici del CDHES, García va començar a rebre amenaces. El seu cotxe va ser tocat de ple pel foc de metralladora l'abril de 1979 i el 13 de març de 1980 les seves oficines van ser bombardejades. Deu dies després, l'arquebisbe Romero va ser assassinat durant una missa. Aquella mateixa tardor, García va anar a Ginebra i es va reunir amb Theo van Boven, cap de la Divisió de Drets Humans de les Nacions Unides per mostrar-li l'arxiu de proves fotogràfiques.
Sota les contínues amenaces, García va traslladar les oficines del CDHES a la Ciutat de Mèxic i va continuar amb la seva crida internacional d'ajuda per posar fi a les violacions dels drets humans al seu país. Entre octubre de 1979 i desembre de 1982, els registres de García van documentar 3.200 desaparicions forçades, 43.337 assassinats i més de 700 empresonaments de dissidents polítics. Va tornar a El Salvador el febrer de 1983 per fotografiar els abusos i intentar recollir proves de l'ús d'armes químiques per part de les Forces Armades de Salvador per a la Comissió de Drets Humans de les Nacions Unides. Va ser capturada el 13 de març a l'Hacienda La Bermuda, a Suchitoto, i portada a l'escola militar propera on va ser torturada. Els informes militars indicaven que havien capturat un guerriller.

## Mort i llegat

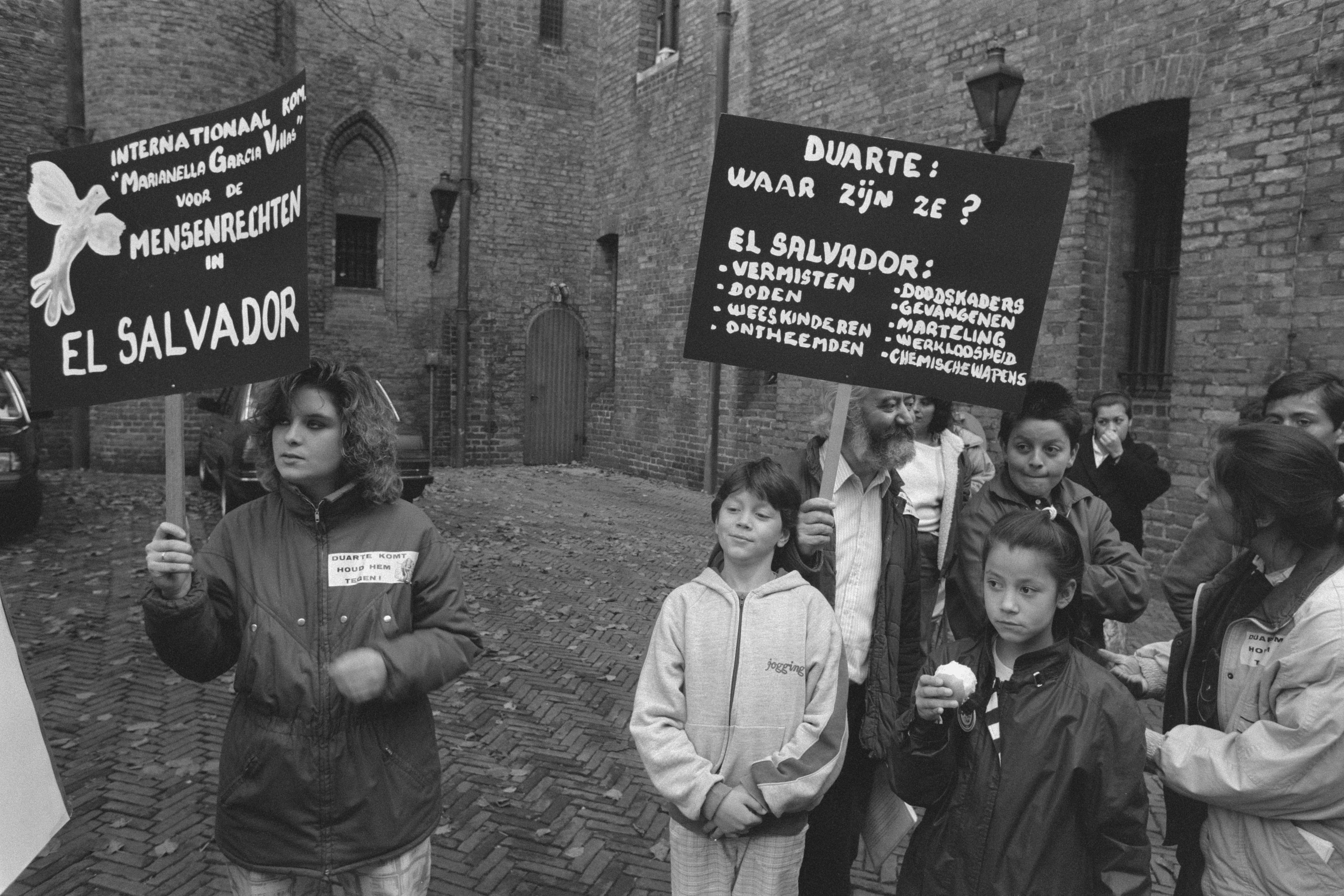
Protesta contra la mort de Marianella García, a una conferència de premsa del president Duarte, el 20 d'octubre de 1987

En el seu últim viatge a Suchitoto, intentava documentar l'ús de fòsfor i napalm contra civils per part de les forces Armades del govern, a les zones controlades per la guerrilla. El pla era presentar la documentació a la reunió anual de drets humans de l'ONU a Ginebra.
Marianella García Villas va entrar a la zona de combat per Hondures. Va entrevistar i va fer fotografies de persones a qui els havia caigut fòsfor blanc i que havien sobreviscut. Estant al costat d'un grup d'habitants de la zona, que s'havien reunit a la plaça del poble a la Bermuda, es va anunciar que els helicòpters estaven en camí. Junts van córrer a l'església a buscar refugi, però no van poder esquivar les bales de les armes automàtiques que disparaven des dels helicòpters. Molts van ser ferits, alguns van morir. Ella va quedar estesa en una rasa amb una ferida de bala que li passà través d'una de les cuixes. Un helicòpter va aterrar i se la van emportar. El major Roberto D'Aubuisson, un militar amb forts vincles amb els esquadrons de la mort va afirmar després, que es tractava d'una líder guerrillera sota el nom fals de Lucía i que havia mort a la batalla. Una gran part de la premsa internacional va captar aquesta informació errònia. D'Aubuisson també ha estat vinculat a l'assassinat de l'arquebisbe Romero per diverses comissions de recerca.
García va ser executada el 13 o 14 de març de 1983. A l'autòpsia el seu cadàver va mostrar tortures extenses i diversos trets. En un informe presentat per la reconeguda organització de drets humans Pax Christi, s'afirmà que Marianella García Villas va ser portada a l'Acadèmia Militar i torturada durant diverses hores abans de ser assassinada. Com a responsables es vincula al Batalló Atlacatl de la Força Armada salvadorenya.
En memòria del seu assassinat, va rebre pòstumament el guardó Premi Bruno Kreisky de Serveis als Drets Humans el 1984. El seu record a tot el món pel seu compromís amb els drets humans s'estengué, i l'any 2013, la Fundació Fritt Ord va organitzar a Oslo un seminari, "Trenta anys després de Marianella Garcia Villas – Què ara, El Salvador?", per parlar dels avenços fets a El Salvador des que García va posar en coneixement de la situació la comunitat internacional. L'any 2014 es va publicar una biografia Avvocata dei poveri, difensore degli oppressi, voce dei perseguitati e degli scomparsi (Editrice Ave, italià) d'Anselmo Palini sobre la vida i el llegat de García. L'any 2015 es va descobrir el seu lloc de sepultura al cementiri principal de Sant Salvador.